# Đập Edersee
Đập Edersee là một đập thủy điện được xây dựng băng qua sông Eder ở miền bắc bang Hessen, Đức. Được xây dựng từ năm 1908 đến năm 1914, đập nằm gần thị trấn nhỏ vùng Waldeck ở rìa phía bắc của Kellerwald. Đập Edersee từng bị đánh bom phá hủy bởi lực lượng đồng minh chiến tranh thế giới thứ 2, và được xây dựng lại ngay trong cuộc chiến. Ngày nay, đập Edersee đóng vai trò tạo ra nguồn thủy điện và điều chỉnh mực nước cho sông Weser.
Tại mực nước thấp vào cuối mùa hè trong những năm khô, những tàn tích của ba ngôi làng (Asel, Bringhausen, và Berich) và cây cầu bắc qua sông đã ngập có thể nhìn thấy được trước khi hồ đã được lấp đầy vào năm 1914. Khi đó con cháu của những người được chôn ở đó đi thăm mồ mả tổ tiên họ.

## Chiến tranh thế giới thứ 2

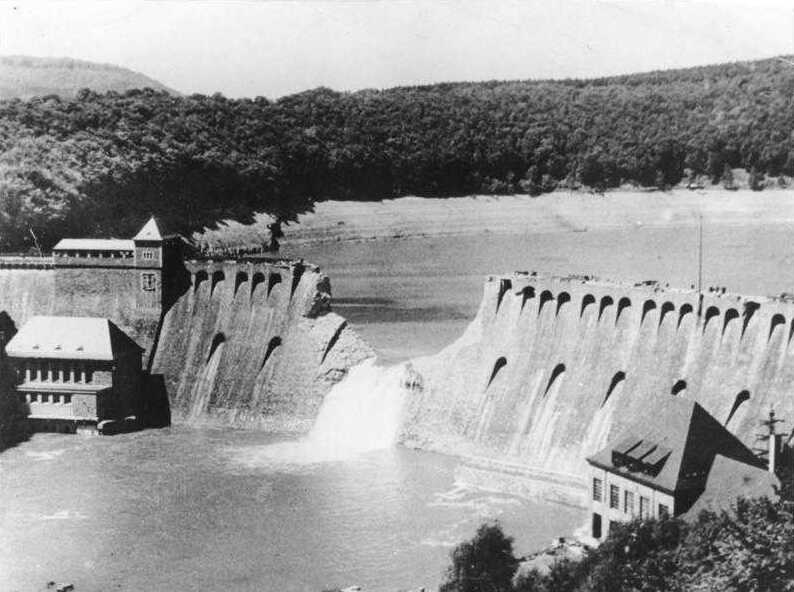
Hình ảnh đập Edersee vào ngày 17 tháng 5 năm 1943

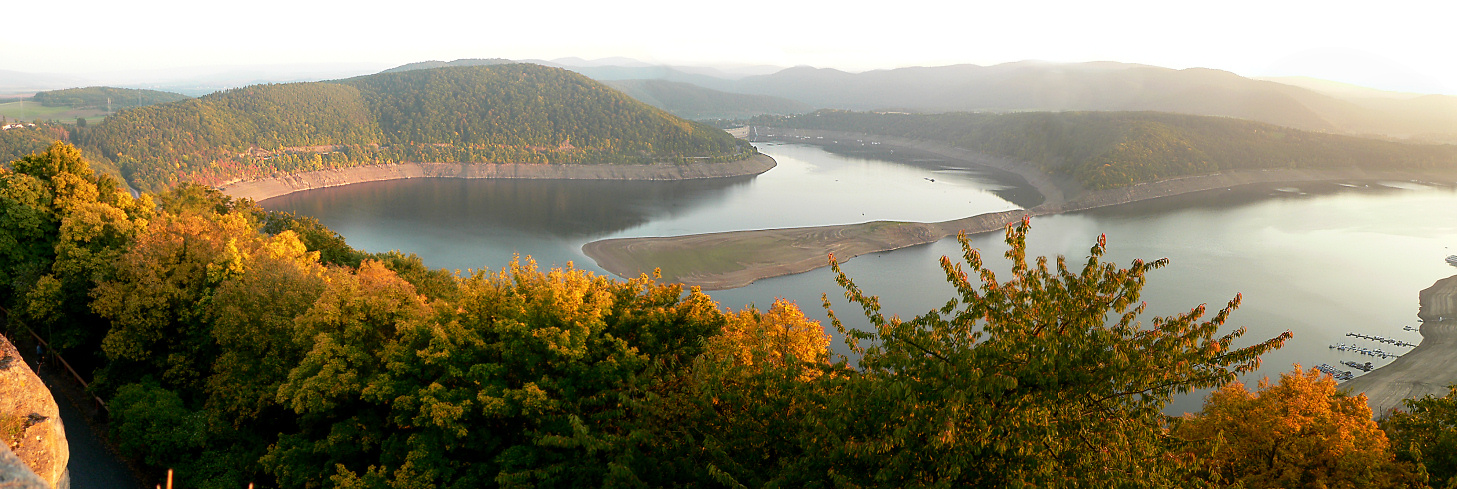
Sông Eder ngày nay (mực nước thập)

Đập bị phá hủy bằng cách đánh bom trong Thế chiến II từ máy bay ném bom Lancaster của Anh số hiệu 617 Squadron RAF, đây là một phần của chiến dịch Operation Chastise. Các cuộc tấn công vào sáng sớm ngày 17 tháng 5 năm 1943 tạo ra một lỗ hổng lớn 70 mét (230 ft), rộng 22 mét (72 ft) và phá hủy sâu vào trong cấu trúc đập. Nước đổ vào thung lũng bên dưới ở mức 8.000 mét khối mỗi giây (280.000 cu ft/s), tạo nên đợt sóng cao 6-8 mét (20-26 ft) và tiến xa khoảng 30 km (19 dặm) về phía hạ lưu. Theo thời gian, nó gây ra ngập úng ngày càng lớn của vùng hạ lưu sông Eder, vùng sông Fulda và sông Weser, tổng cộng nước ngập khoảng 160 mét khối trên mỗi ha, nó đã tàn phá trên diện rộng và cướp đi mạng sống khoảng 70 người.
(Một số nguồn không phải của Đức cho rằng tổng cộng 749 người Ukraine đã chết bao gồm POW và người lao động trong trại tại hạ lưu đập Möhne được xem như tổn thất trong vụ đập Edersee. 
Đập được xây dựng lại chỉ trong vài tháng bởi lực lượng lao động cưỡng bức từ công trình bức tường Đại Tây Dương dưới sự chỉ huy của Tổ chức Todt. Ngày nay, đây là hồ lớn thứ ba tại Đức. Lưu lượng của nó khoảng 199.300.000 mét khối (260.700.000 cu yd) biến nó thành một địa điểm giải trí lớn vào mùa hè.
Năm 1955, bộ phim The Dam Busters mô phòng lại cuộc tấn công của quân đội anh vào đập Edersee.